# باراليا أوليدوس
باراليا أوليدوس (باليونانية: Παραλία Αυλίδος)‏ هي بلدة ساحلية تقع في الوحدة الإقليمية وابية (إيفيا) وترتفع 5 أمتار عن مستوى سطح البحر.

## الجغرافيا والتاريخ
تقع هذهِ المنطقة في اليونان، على الساحل الغربي لخليج جنوب إيفيا وعلى الحدود مع الوحدة الإقليمية بيوتيا (ديليسي)، تبعد 16 كم جنوب خالكيذا، و8 كم شمال شرق تقاطع سخيماتاري على الطريق السريع 1 (أثينا-ثيسالونيكي-إيفزوني) وعلى بعد 44 كم جنوب شرق مدينة ثيفا، تم العثور على بقايا مستوطنات ما قبل التاريخ ومقابر ميسينية على تلةٍ قريبةٍ في المنطقة. الاسم القديم للقرية هو «دراميسي» وقد ذُكِرَت بهذا الاسم رسميًا في عام 1835 حيث تم ضمها إلى بلدية أفليدوس التي كانت تابعة لمحافظة أتيكا وفيوتيا، وفي عام 1927 تم تغيير اسمها إلى باراليا، وفي عام 1940 تم تغيير اسم المستوطنة إلى باراليا أوليدوس (أو شاطئ أفليدوس) في عام 1974 وتم ضمها إلى مقاطعة إيفيا. ويبلغ عدد سكانها 3,115 نسمة وفقًا لتعداد 2011.